# Craterocephalus
Craterocephalus és un gènere de peixos pertanyent a la família dels aterínids.

## Distribució geogràfica
Es troba a Austràlia, Nova Guinea i Timor Oriental.

## Taxonomia
- Craterocephalus amniculus  (Crowley & Ivantsoff, 1990)[3]
- Craterocephalus capreoli  (Rendahl, 1922)[4]
- Craterocephalus centralis  (Crowley & Ivantsoff, 1990)[5]
- Craterocephalus cuneiceps  (Whitley, 1944)[6]
- Craterocephalus dalhousiensis  (Ivantsoff & Glover, 1974)[7]
- Craterocephalus eyresii  (Steindachner, 1883)[8]
- Craterocephalus fistularis  (Crowley, Ivantsoff & Allen, 1995)[9]
- Craterocephalus fluviatilis  (McCulloch, 1912)[10]
- Craterocephalus gloveri  (Crowley & Ivantsoff, 1990)[11]
- Craterocephalus helenae  (Ivantsoff, Crowley & Allen, 1987)[12]
- Craterocephalus honoriae  (Ogilby, 1912)[13]
- Craterocephalus kailolae  (Ivantsoff, Crowley & Allen, 1987)[14]
- Craterocephalus lacustris  (Trewavas, 1940)[15]
- Craterocephalus laisapi  (Larson, Ivantsoff & Crowley, 2005)[16]
- Craterocephalus lentiginosus  (Ivantsoff, Crowley & Allen, 1987)[12]
- Craterocephalus marianae  (Ivantsoff, Crowley & Allen, 1987)[17]
- Craterocephalus marjoriae  (Whitley, 1948)[18]
- Craterocephalus mugiloides  (McCulloch, 1912)[10]
- Craterocephalus munroi  (Crowley & Ivantsoff, 1988)[19]
- Craterocephalus nouhuysi  (Weber, 1910)[20]
- Craterocephalus pauciradiatus  (Günther, 1861)[21]
- Craterocephalus pimatuae  (Crowley, Ivantsoff & Allen, 1991)[22]
- Craterocephalus randi  (Nichols & Raven, 1934)[23]
- Craterocephalus stercusmuscarum  (Günther, 1867)[10]
  - Craterocephalus stercusmuscarum fulvus (Ivantsoff, Crowley & Allen, 1987)
  - Craterocephalus stercusmuscarum stercusmuscarum (Günther, 1867)
- Craterocephalus stramineus  (Whitley, 1950)[24][25][26][27][28][29][30]